# Eklahare
Eklahare es una ciudad censal situada en el distrito de Nashik en el estado de Maharashtra (India). Su población es de 9376 habitantes (2011). Se encuentra a 13 km de Nashik.

## Demografía
Según el censo de 2011 la población de Eklahare era de 9376 habitantes, de los cuales 4934 eran hombres y 4442 eran mujeres. Eklahare tiene una tasa media de alfabetización del 89,24%, superior a la media estatal del 82,34%: la alfabetización masculina es del 94,55%, y la alfabetización femenina del 83,38%.